# بايرون دنكنز
بايرون دنكنز (بالإنجليزية: Byron Dinkins)‏ مواليد 15 يونيو 1967 في تشارلوت، هو مدرب كرة سلة أمريكي ولاعب سابق. بدأ مسيرته الاحترافية في سنة 1989. يبلغ طوله 6 قدم 1 بوصة (1.9 م). اعتزل اللعب في 2005.

## المسيرة الاحترافية
لعب مع هيوستن روكتس في موسم 1989–1990، ثم لعب مع سان أنطونيو سبرز في سنة 1990، ثم لعب مع إنديانا بايسرز في سنة 1991، ثم لعب مع نادي بانيونيس لكرة السلة في موسم 1995–1996، ثم لعب مع نادي باناثينايكوس لكرة السلة في موسم 1996–1997.

## روابط خارجية
- بايرون دنكنز على موقع إن بي أي (الإنجليزية)
- بايرون دنكنز على موقع سبورتس رفرنس (الإنجليزية)
- بايرون دنكنز على موقع كرة السلة الأوروبية.كوم (الإنجليزية)
- بايرون دنكنز على موقع كلية كرة السلة في سبورتس رفرنس.كوم (الإنجليزية)
- بايرون دنكنز على موقع ريلجم (الإنجليزية)
- بايرون دنكنز على موقع بروبوليرز (الإنجليزية)
- بايرون دنكنز على موقع سبورتس رفرنس (الإنجليزية)